# General Mamerto Natividad
General Mamerto Natividad é um município de  quarta classe de renda municipal (d) na província Nova Ecija, nas Filipinas. De acordo com o censo de 1 de maio  de  2020 possui uma população de 44 311 pessoas e 11 346 domicílios.